# 駒谷站

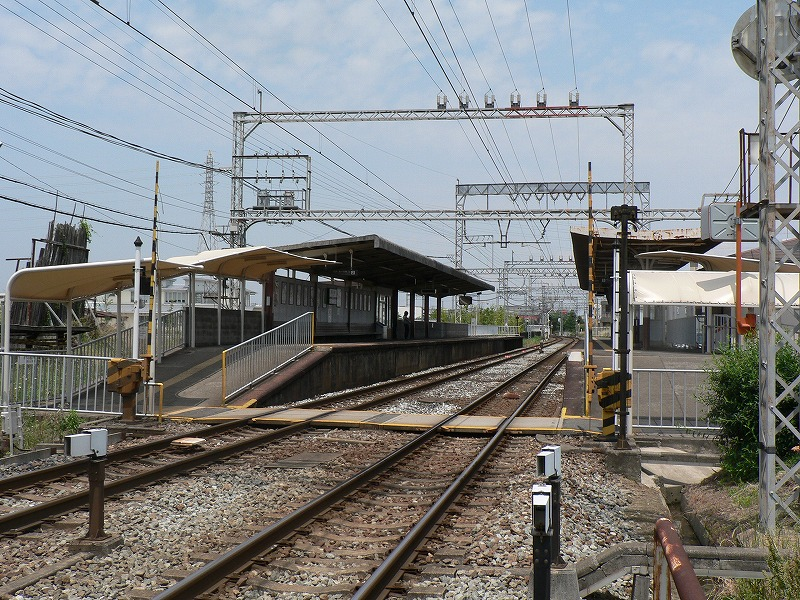
月台（2007年6月）

駒谷站（日语：／ Komagatani eki */?）是位於日本大阪府羽曳野市駒谷，屬於近畿日本鐵道（近鐵）南大阪線的鐵道車站。車站編號為F17。

## 歷史
- 1929年（昭和4年）3月29日 - 大阪鐵道的古市 - 久米寺（現在的橿原神宮前）間開通，本站啟用[1]。
- 1943年（昭和18年）2月1日 - 關西急行鐵道與大阪鐵道合併[1]。本站成為關西急行鐵道天王寺線的車站。
- 1944年（昭和19年）6月1日 - 關西急行鐵道與南海鐵道（現在的南海電氣鐵道）合併[1]。本站成為近鐵南大阪線的車站。
- 2007年（平成19年）4月1日 - 可使用PiTaPa乘車[2]。
- 2013年（平成25年）12月21日 - 全日無站務員進駐。

## 車站構造
本站為側式月台2面2線的地面車站。月台長度可容納4節車廂編成。站房與驗票口位於往橿原神宮前方向月台的尺土側，與對向月台之間則透過站內平交道連通。本站是由古市站管理的無人車站。

### 月台配置
| 月台 | 路線     | 方向 | 目的地                          |
| ---- | -------- | ---- | ------------------------------- |
| 1    | 南大阪線 | 下行 | 往 橿原神宮前、吉野、御所       |
| 2    | 南大阪線 | 上行 | 往 古市、大阪阿部野橋、河内長野 |

## 利用狀況
近年1日上下車人次調査結果如下。
- 2018年11月13日：1,417人
- 2015年11月10日：1,793人
- 2012年11月13日：1,617人
- 2010年11月9日：1,605人
- 2008年11月18日：1,688人
- 2005年11月8日：1,896人

## 車站周邊
羽曳野市東部地區為葡萄產地，從駒谷駅站到上之太子站間沿線有許多的葡萄田。
- 羽曳野警察署駒谷站前駐在所
- 羽曳野市立駒谷小学校
- 大阪府立懐風館高等学校
- 蝶矢梅酒本社

## 相鄰車站
近畿日本鐵道
 南大阪線
■急行、■區間急行
通過
■準急・■普通
古市 （F16） － 駒谷 （F17） － 上之太子 （F18）